# Era (album)
Era – pierwszy album Ery wydany w 1996 roku. Znajdujący się na płycie utwór "Ameno" zdobył wielką popularność na całym świecie.

## Lista utworów
Opracowano na podstawie materiału źródłowego.
1. Era
2. Ameno (Remix) – 3:45
3. Cathar Rhythm – 3:17 (wokal Eric Geisen i Harriet Jay)
4. Mother – 4:59 (wokal Florence Dedam)
5. Avemano – 4,17 (wokal Harriet Jay)
6. Enae Volare (Mezzo) – 3:47 (wokal Guy Protheroe i Murielle Lefebvre)
7. Mirror – 3:57
8. Ameno – 4:18 (wokal Guy Protheroe i Harriet Jay)
9. Sempire d'Amor – 1:50
10. After Time – 3:33 (wokal Florence Dedam)
11. Impera – 4:31

## Notowania
| Lista               | Kraj       | Pozycja | Status           |
| ------------------- | ---------- | ------- | ---------------- |
| SNEP                | Francja    | 1       | diamentowa płyta |
| Sverigetopplistan   | Szwecja    | 1       |                  |
| Schweizer Hitparade | Szwajcaria | 2       |                  |